# Haloragis aspera
Haloragis aspera är en slingeväxtart som beskrevs av John Lindley. Haloragis aspera ingår i släktet Haloragis och familjen slingeväxter. Inga underarter finns listade i Catalogue of Life.